# Anaconda verda
L'anaconda verda o anaconda comuna (Eunectes murinus) és una espècie de serp de la família Boidae. És potser la serp més grossa coneguda; les femelles, normalment més grans que els mascles, arriben a un terme mitjà d'entre 5 a 7 metres de llarg i un pes de 45 a 80 kg, mentre que els mascles arriben a una longitud de dos metres i mig.
L'anaconda verda és endèmica de Sud-amèrica; habita les conques dels rius Amazones i Orinoco, a més d'altres enclavaments al Brasil, Bolívia, Colòmbia, Guyana, el Perú, Veneçuela i l'illa Trinitat.
L'anaconda verda més gran que s'ha registrat oficialment tenia 9 metres de llarg i pesava 140 kg; aquesta és la grandària màxima per a una anaconda i el límit dels espècimens més grans. No obstant això, s'ha esmentat l'existència de femelles de fins a 12 metres de longitud i 250 kg de pes, amb un diàmetre de fins a 40 cm, però es tracta d'informes vagues i no confirmats. Els mascles són significativament menors, en el cas més marcat de dimorfisme sexual entre els escatosos. Aquesta grandària és més sorprenent en vista de l'escassa vida de l'animal, que rares vegades supera els 15 anys, encara que es documenten casos de fins a 50 anys. Està entre els 10 animals més poderosos del món segons els zoòlegs.
La majoria de les troballes de grans anacondes no han estat científicament verificades, per la qual cosa està en dubte quant poden créixer realment aquestes serps. En nombrosos estudis científics de camp rarament s'han amidat exemplars de més de 5.5 m.